# Saison cyclonique 2016 dans l'océan Atlantique nord
La saison 2016 des ouragans (cyclones tropicaux dans l'océan Atlantique) devait s'étendre officiellement du 1er juin au 30 novembre 2016 selon la définition de l'Organisation météorologique mondiale. Cependant, elle a commencé exceptionnellement tôt — le 13 janvier — lorsque l'ouragan Alex a fait son apparition au sud des Açores en dépit d’eaux plus froides et de la circulation causant normalement trop de cisaillement pour la formation d'un cyclone tropical.
Le système suivant, Bonnie, s'est formée une semaine avant le début officiel de la saison et fut suivi de quelques faibles tempêtes. L'activité principale s'est déroulée de la mi-août au milieu octobre, avec 6 ouragans dont 3 majeurs, et le plus meurtrier fut sans conteste Matthew. Après un mois d'accalmie, un nouveau système, Otto, s'est formée le 21 novembre et atteignit la catégorie 2 avant de frapper le Nicaragua et le Costa Rica le 24 novembre, puis traverser dans le Pacifique.
Avec Alex en janvier et Otto en fin novembre, la saison 2016 brise le record de la plus longue saison cyclonique dans le bassin atlantique devant la saison 1938.

## Prévisions
Le nombre moyen de cyclones dans l'Atlantique nord par saison (1981 à 2010) est 12,1 tempêtes tropicales et 6,4 ouragans, dont 2,7 ouragans majeurs (atteignant au moins la catégorie 3 sur l'échelle de Saffir-Simpson). L'énergie cumulative des cyclones tropicaux (ACE) est de 96,1 annuellement durant la même période.
Les prévisions d'activité des ouragans sont émises avant chaque saison des ouragans par des experts des ouragans comme Philip J. Klotzbach, William M. Gray et leurs associés de l'Université d'État du Colorado (CSU), par le National Weather Service de la NOAA, le Met Office et d'autres services spécialisés. Une saison est définie comme supérieure à la normale, près de la normale ou au-dessous de la normale par la combinaison du nombre de tempêtes nommées, le nombre ayant atteint la force d'ouragan, le nombre d'ouragans majeurs et l'indice de l'ACE.
Le 16 décembre 2015, le Tropical Storm Risk (TSR), un consortium public composé d'experts en assurance, en gestion des risques et en prévision climatique saisonnière à l'University College de Londres, a publié son premier estimé de l'activité cyclonique saisonnière au cours de la saison 2016. Selon leur rapport, l'activité serait d'environ 20 % inférieure à la moyenne 1950 à 2015, environ 15 % inférieur à la moyenne de 2005 à 2015, avec un total de 13 (± 5) tempêtes tropicales, 5 (± 3) ouragans, 2 (± 2 ) ouragans majeurs et un indice ACE cumulatif de 79 (± 57) unités. Cette prévision était largement basée sur une prévision des alizés très faibles au cours de la saison des ouragans, résultant de l'affaiblissement prévu de l'événement El Niño de 2014-16.
Le 6 avril 2016, le TSR a mis à jour sa prévision en diminuant le nombre de tempêtes nommées à 12 mais augmenta le nombre d'ouragans à 6. Le 14 avril, l'université d'État du Colorado (CSU) émit son diagnostic prévoyant une saison près des normales avec 13 tempêtes nommées, dont 6 ouragans et 2 ouragans majeurs, et une énergie accumulée de 93. Le lendemain, l'université d'État de Caroline du Nord (NCSU) émit sa propre prévision donnant de 15 à 18 tempêtes nommées, dont 8 à 11 ouragans avec 3 à 5 majeurs.
Un mois plus tard le Met Office de Grande-Bretagne sortait sa prévision d'une saison légèrement au-dessus de la normale avec 14 tempêtes nommées, dont 8 ouragans, et une énergie de 125. Le 27 mai, c'était au tour du National Weather Service des États-Unis de parler de la saison et de mentionner qu'elle avait 70 % probabilité d'être autour de la normale avec de 10 à 16 tempêtes nommées, dont 4 à 9 ouragans et 1 à 4 majeurs, ces écarts reflétant cependant une certaine incertitude.
Début juin 2016, Météo-France et le Centre européen pour les prévisions météorologiques à moyen terme (CEPMMT) ont émis leur prévision de 14 systèmes tropicaux pour la saison 2016, en comptant les deux déjà rapportés au moment de la mise sous presse, soit un peu au-dessus des normales et proche des moyennes des dernières années. Il est mentionné qu'après une phase El Niño extrêmement forte, le cycle ENSO basculerait progressivement en cours de saison cyclonique vers une phase La Niña, ce qui engendre normalement sur l’Atlantique tropical des conditions de températures, de vents et de circulations favorables à l’activité cyclonique. De plus, la température de surface de la mer de l’océan Atlantique montrerait des anomalies chaudes dans la zone tropicale, favorables à la cyclogénèse tropicale et à l'intensification des systèmes, et des anomalies plutôt froides sur les régions tempérées souvent précurseurs des grands centres d’action sur l’Atlantique aussi favorables au processus.
| Source                                                  | Date                           | Tempêtes nommées | Ouragans         | Ouragans majeurs         | Réf.   |
| ------------------------------------------------------- | ------------------------------ | ---------------- | ---------------- | ------------------------ | ------ |
| TSR                                                     | 16 décembre 2016               | 13 (± 5)         | 5 (± 3)          | 2 (± 2)                  | [ 3 ]  |
| TSR                                                     | 6 avril 2016                   | 12               | 6                | 2                        | [ 4 ]  |
| CSU                                                     | 14 avril 2016                  | 13               | 6                | 2                        | [ 5 ]  |
| NCSU                                                    | 15 avril 2016                  | 15-18            | 8-11             | 3-5                      | [ 6 ]  |
| Met Office                                              | 12 mai 2016                    | 14               | 8                | -                        | [ 7 ]  |
| NWS                                                     | 27 mai 2016                    | 10-16            | 4-9              | 1-4                      | [ 8 ]  |
| CEPMMT/ Météo-France                                    | Juin 2016                      | 14               |                  |                          | [ 9 ]  |
| ––––––––––––––––––––––––––––––––––––––––––––––––––––––– |                                |                  |                  |                          |        |
|                                                         |                                | Tempête nommées  | Ouragans         | Ouragan majeurs          | Réf.   |
| Moyenne (1981–2010)                                     | Moyenne (1981–2010)            | 12,1             | 6,4              | 2,7                      | ,      |
| Moyenne (1991–2020)                                     | Moyenne (1991–2020)            | 14,4             | 7,2              | 3,2                      | [ 12 ] |
| Record d'activité maximum                               | Record d'activité maximum      | 30 (saison 2020) | 15 (saison 2005) | 7 (saisons 2005 et 2020) | [ 13 ] |
| Record de plus faible activité                          | Record de plus faible activité | 4 (saison 1983)  | 2 (saison 1982)  | 0 (saison 1994)          | [ 13 ] |

## Nom des tempêtes
La liste des noms utilisée pour nommer les tempêtes et les ouragans pour 2016 sera la même que celle de la saison cyclonique 2010 sauf pour Igor et Tomas qui ont été retirés et seront remplacés par Ian et Tobias pour 2016. Le 26 mars 2017, il est annoncé qu'en raison des importants dégâts humains et matériels qu'ils ont causés, les noms Matthew et Otto sont retirés de la liste et à la place, seront utilisés, pour la saison 2022, les noms Martin et Owen.
| 1  | Alex     |
| TT | Bonnie   |
| TT | Colin    |
| TT | Danielle |

| 1  | Earl    |
| TT | Fiona   |
| 3  | Gaston  |
| 1  | Hermine |

| TT | Ian   |
| TT | Julia |
| TT | Karl  |
| TT | Lisa  |

| 5    | Matthew |
| 4    | Nicole  |
| 3    | Otto    |
| Inc. | Paula   |

| Inc. | Richard  |
| Inc. | Shary    |
| Inc. | Tobias   |
| Inc. | Virginie |

| Inc. | Walter |

| 1  | Alex     |
| TT | Bonnie   |
| TT | Colin    |
| TT | Danielle |

| 1  | Earl    |
| TT | Fiona   |
| 3  | Gaston  |
| 1  | Hermine |

| TT | Ian   |
| TT | Julia |
| TT | Karl  |
| TT | Lisa  |

| 5    | Matthew |
| 4    | Nicole  |
| 3    | Otto    |
| Inc. | Paula   |

| Inc. | Richard  |
| Inc. | Shary    |
| Inc. | Tobias   |
| Inc. | Virginie |

| Inc. | Walter |

## Déroulement de la saison
La saison a commencé exceptionnellement tôt — le 13 janvier — lorsque l'ouragan Alex a fait son apparition au sud des Açores en dépit d’eaux plus froides et de la circulation causant normalement trop de cisaillement pour la formation d'un cyclone tropical.
Une semaine avant le début officiel de la saison, c'est la tempête tropicale Bonnie qui s'est formée, donnant de fortes pluies en Caroline du Sud. Les tempêtes Colin et Danielle ont suivi en juin causant des inondations locales. Il a fallu attendre au début août pour voir un nouvel ouragan, Earl, qui lui a donné des pluies importantes au Honduras et au Mexique, causant au moins 60 pertes de vie. Toujours en août, plusieurs ondes tropicales sont apparues en seconde moitié du mois mais elles eurent de la difficulté à produire des systèmes organisés : Fiona atteignit péniblement le seuil de tempête tropicale puis disparut, Gaston eu à souffrir longtemps de conditions marginales mais devint finalement un ouragan majeur, la dépression Huit ne fit pas grand chose et finalement l'ouragan Hermine causa 5 pertes de vie en passant du nord de la Floride à la côte est de États-Unis.
Septembre fut semblable avec plusieurs ondes africaines passant autour de la périphérie de la crête subtropicale. Ian, Karl, Julia et Lisa eurent tous à faire face à des conditions peu favorables mais persistèrent assez longtemps malgré tout grâce à la température chaude de la mer et donnèrent du fil à retordre aux prévisionnistes du National Hurricane Center. Le mois se termina cependant par Matthew qui passa de tempête tropicale à ouragan de catégorie 5 en deux jours (du 28 au 30). Il s'agissait du premier ouragan de cette catégorie depuis 2007 dans le bassin Atlantique. Se déplaçant lentement de la mer des Caraïbes vers la côte Atlantique, il fit des dégâts énormes, plus de 1 000 décès et eut une longue vie débordant jusqu'au 9 octobre. Ses restes s'unissant avec un système frontal donnèrent une tempête de pluie et de vent sur les provinces de l'Atlantique du Canada les jours suivants.
Nicole se développa le 4 octobre au sud des Bermudes mais son développement fut inhibée par la présence de Matthew jusqu'au 9. Par la suite, elle est devenue le troisième ouragan majeur de la saison et frappa les Bermudes le 13 octobre avant de se perdre dans l'Atlantique nord. Un mois plus tard, le 22 novembre, Otto est devenu un ouragan de catégorie 1, le plus tardif des annales du NHC dans les Caraïbes, et menaça la côte entre le Nicaragua et le Panama. Il fit plus de 20 morts lors de son passage de la côte de la mer des Caraïbes à la côte Pacifique.
Otto est le premier système tropical à garder le même nom en passant du bassin atlantique à celui du Pacifique, et vice-versa. En effet, jusqu'en 1996, le National Hurricane Centre appliquait la règle qui veut que le nom associé dans le bassin d'origine change au profit du nom suivant dans la liste séquentielles des noms possibles pour l'autre bassin. Le dernier duo à avoir suivi cette règle est l'ouragan Cesar-Douglas de 1996 ce qui montre que le phénomène est assez rare.

## Cyclones tropicaux

### OuraganAlex
Le 7 janvier, le National Hurricane Center émit une discussion mentionnant qu'une dépression extra-tropicale à environ 685 km à l'ouest-sud-ouest des Bermudes pourrait devenir subtropicale ou même tropicale au cours des deux jours suivants en traversant l'Atlantique. Après une concentration des nuages convectifs près du centre le 13 janvier, le système fut classé tempête subtropicale et baptisé Alex à 1 260 km au sud-sud-ouest des Açores à 21 h UTC. Il s'agit du premier système tropical à recevoir un nom aussi tôt en saison de l'histoire du bassin Atlantique, le premier également à se former en janvier depuis la saison 1978 et seulement le quatrième durant ce mois depuis le début des archives du NHC en 1851,.
À 15 h UTC le 14 janvier, Alex est devenu un ouragan de catégorie 1. Il s'agissait du second ouragan de l'histoire à se former en janvier, le précédent s'est produit en 1938. Cette formation est très inusitée car la température de la surface de la mer n'est que de 20 °C (au lieu du minimum habituel de 26 °C) mais la température en altitude est très froide, permettant une convection très développée. Le 15 janvier au matin, Alex traversa les Açores en se déplaçant vers le nord à 39 km/h. Il a frappé directement l'île de Terceira vers 13 h 15 UTC alors qu'il était redescendu au niveau de tempête tropicale avec des vents de 110 km/h. Quelques heures plus tard, il est redevenu une dépression extra-tropicale à 470 km au nord de Terceira tout en se dirigeant vers le Groenland où il fusionna avec une autre dépression des latitudes moyennes.

#### Impact
La dépression extra-tropicale antérieure à la formation d’Alex a donné des rafales à 97 km/h aux Bermudes le 8 janvier, perturbant les transports aériens et maritimes, cassant des arbres et causant des pannes de courant. Des vagues allant jusqu'à 6,1 m ont été rapportées dans les eaux entourant l'archipel. Durant les trois jours que dura le passage du système, il est tombé seulement 33 mm de pluie à l'aéroport international L.F. Wade.
Les îles du Centre et de l'Est de l'archipel des Açores, situées sur le passage de l'ouragan, furent placées en vigilance rouge le jeudi 14 janvier et la compagnie aérienne régionale SATA Air Açores, a reporté une trentaine de vols, clouant au sol plus de 700 passagers. Les écoles et les services publics furent aussi fermés sur plusieurs îles, selon l'Institut météorologique portugais. De petits éboulements et des débordements de cours d'eau furent signalés sur plusieurs îles avant l'arrivée du système mais c'étaient des incidents mineurs selon le président du gouvernement régional Vasco Cordeiro. Il est tombé 103 mm de pluie à Lagoa, île de São Miguel, et 94 mm à Angra do Heroísmo de Terceira,. Les rafales ont atteint 110 km/h sur Terceira et 80 km/h sur Santa Maria et à Ponta Delgada sur São Miguel. Les dommages se sont limités à des arbres renversés et des pannes de courant sporadiques.

### Tempête tropicaleBonnie
Pour les articles homonymes, voir Cyclone tropical Bonnie.
Le 24 mai, le National Hurricane Center nota la possibilité du développement d'une dépression subtropicale ou tropicale au nord des Bahamas. La convection s'est organisée au cours des jours suivants, donnant la dépression tropicale Deux le 27 mai à 21 h UTC, la seconde avant le début officiel de la saison des ouragans, ce qui n'était pas arrivé depuis Alberto et Beryl lors de la saison 2012.
Environ 24 heures plus tard, le système fut reclassé en tempête tropicale et reçut le nom de Bonnie. Mais dès le matin du dimanche 29 mai, elle était redescendue au niveau de dépression tropicale en touchant la côte de la Caroline du Sud près de Charleston à Isle of Palms. Elle dériva durant 24 heures sur la Caroline du Sud avant de devenir une faible dépression extra-tropicale sur la portion nord-est de l'État à 15 h UTC le 30 mai.
Contre toute attente, le 2 juin, Bonnie est redevenue une dépression tropicale au large du cap Hatteras (Caroline du Nord), après avoir erré le long de la côte durant trois jours, profitant des eaux chaudes du Gulf Stream et d'un faible cisaillement des vents. Le 3 juin — à 21 h UTC — Bonnie est redevenue une tempête tropicale à 460 km à l'est du cap Hatteras. Le système est finalement devenu une faible dépression post-tropicale en soirée du 4 juin en arrivant sur des eaux plus froides à 290 km au nord-nord-est des Bermudes. Bonnie a ensuite été absorbée dans la circulation atmosphérique.
Bonnie a laissé de fortes accumulations de pluie en Caroline du Sud, causant des inondations locales et obligeant les autorités à fermer une portion de l’Interstate 95 dans le comté de Jasper. Elle a également causé des courants d'arrachement le long de la côte qui ont nécessité des dizaines de sauvetages en mer et provoqué deux noyades : un jeune homme de 20 ans dans le comté de Brevard (Floride) et un autre de 21 ans dans le comté de New Hanover (Caroline du Nord).

### Tempête tropicaleColin
Tôt en juin, une dépression est entrée dans la mer des Caraïbes. Elle est demeurée assez désorganisée avec des orages occupant seulement son quadrant est. En approchant de la péninsule du Yucatán, les nuages convectifs se sont finalement généralisés autour du système. À 5 h UTC le 5 juin, le National Hurricane Center des États-Unis conclut que la dépression était devenue tropicale et la dénomma Trois. En fin d'après-midi le même jour, le système passait au niveau de tempête tropicale à 750 km au sud-ouest de Tampa, Floride, et fut nommé Colin.
La structure de Colin est demeurée non classique le 6 juin, avec la zone la plus convective à l'avant du système et des tourbillons secondaires au lieu d'un seul centre bien défini. La tempête s'est dirigée vers l'est-nord-est, touchant terre dans la région du Big Bend, puis a traversé le nord de la Floride. Elle a donné de fortes pluies, causé des crues soudaines et des alertes de tornades furent émises. Elle est ressortie le 7 juin en fin de matinée sur la côte est des Carolines et a amorcé rapidement sa transition vers une dépression post-tropicale.
Absorbée dans la circulation d'altitude, la dépression restante s'est intensifiée et a accéléré vers le nord-est pour affecter le littoral est du continent nord-américain. Le NHC a cessé ses bulletins en soirée du 7 juin, la prévision pour la dépression revenant aux services météorologiques locaux des États-Unis et du Canada.

### Tempête tropicaleDanielle
Le 14 juin, le National Hurricane Center a commencé à suivre une perturbation dans l'Ouest de la mer des Caraïbes
. Celle-ci est passée sur la péninsule du Yucatán ce qui a empêché son développement. Cependant, en ressortant sur la baie de Campêche, la perturbation s'est trouvée dans des conditions favorables et Danielle s'est donc formée le 19 juin sur le Sud-Ouest du golfe du Mexique comme une dépression tropicale. Tôt le matin du 20 juin, elle est devenue une tempête mais a touché la côte le même soir, juste au nord de Tuxpan au Mexique. Elle s'est ensuite dissipée en entrant dans les terres.
Ce faible système a donné des pluies torrentielles. Les autorités de l'État de Veracruz ont fermé les écoles et le port de Veracruz. Des inondations ont affecté 1 200 familles dans la ville de Pueblo Viejo, ce qui a provoqué le déclenchement du programme de refuges en cas de désastre.

### OuraganEarl
Le 28 juillet, une onde tropicale est sortie de la côte ouest-africaine. En se dirigeant vers l'ouest, des bandes orageuses s'y sont formées et le 30 juillet, la convection a augmenté en passant dans les Petites Antilles où la température de surface de la mer était au-dessus de la normale et le cisaillement vertical des vents faible.
Le précurseur d’Earl a donné des pluies torrentielles et des inondations dans les Petites Antilles à la fin juillet. Après son développement le 2 août dans la mer des Caraïbes, des alertes cycloniques furent émis pour les zones côtières du Belize, du Honduras et de la partie sud de la péninsule du Yucatán. Earl a touché terre au sud de Belize City où il a causé de graves inondations puis a traversé vers la péninsule du Yucatán avant d'aller mourir dans les montagnes à l'ouest de l'État de Veracruz au Mexique.
Il fit au moins 60 morts, en plus de donner des pluies diluviennes et causé des dommages de plus de 115,5 millions $US.

### Tempête tropicaleFiona
Tard le 14 août, le NHC commença à suivre une perturbation au large de la côte africaine. Sous un flux d'altitude d'est-sud-est, l'onde s'organisa grauellement pour devenir la dépression tropicale Six le 17 août à 3 h UTC et la tempête tropicale Fiona plus tard le même jour.
Poursuivant lentement sa progression vers l'ouest-nord-ouest, le système n'a pas rencontré de conditions favorables à son développement et le 22 août à 3 h UTC fut déclassé en dépression tropicale. Finalement, Fiona est devenu une faible dépression post-tropicale en après-midi du 23 août à 690 km au sud des Bermudes. Les restes de la circulation de surface se sont ensuite dirigés à 25 km/h vers le nord-ouest avant de se dissiper.
Ce faible système tropical ayant passé toute sa vie en mer, aucun dégât ou perte de vie ne lui est attribué.

### OuraganGaston
Issu d'une onde tropicale sortant de la côte d'Afrique de l'ouest le 18 août, Gaston est devenu la dépression tropicale Sept le 22 août à 21 h UTC, puis une tempête tropicale quelques heures plus tard à 725 km à l'ouest de îles du Cap-Vert. Le système effectue ensuite un lent trajet vers l'ouest-nord-ouest où les conditions sont marginalement favorables à son développement.
Le NHC hausse Gaston au niveau d'ouragan de catégorie 1 le 25 août à 4 h 15 UTC à 1 955 km à l'ouest des îles du Cap-Vert après que le rapport d'un avion de reconnaissance sans pilote y ait trouvé des vents de 120 km/h. Cependant, quelques heures plus tard, le système retombe au niveau de tempête tropicale avec son entrée dans une zone de fort cisaillement vertical des vents.
Tard le 27 août, Gaston s'est de nouveau retrouvé dans une zone favorable à son développement. À 3 h UTC le 28, le NHC l'a à nouveau rehaussé au niveau d'ouragan de catégorie 1 alors qu'il se trouvait à 1 055 km à l'est-sud-est des Bermudes et se déplaçait seulement à 13 km/h. Dès 16 h UTC, le NHC rapporta que la tempête avait atteint la seconde catégorie et il est devenu le premier ouragan majeur à 21 h UTC à 935 km à l'est de Bermudes, ses vents soufflant à 195 km/h.
Avançant très lentement le 29, sa trajectoire s'incurva vers le nord-est et Gaston redescendit à la catégorie 2. Le 31 août à 3 h UTC, il remonta à la catégorie 3. Cependant, il amorça ensuite un lent affaiblissement en se dirigeant vers les Açores où une alerte cyclonique fut émise. Il ainsi redescendit à la catégorie 1 le 1er septembre en s'aventurant sur des eaux plus froides.
Le 2 septembre à 9 h UTC, Gaston est retombé au niveau de tempête tropicale forte et atteignit l'île de Flores dans les Açores à 18 h UTC avec des vents soutenus de 100 km/h. Poursuivant vers l'est-nord-est, il a rapidement quitté l'archipel tout en faiblissant pour devenir post-tropical le lendemain. Le seul endroit ayant subi les foudres de Gaston fut l'archipel des Açores et les autorités ne rapportèrent aucun dégât important ni perte de vie.

### Dépression tropicaleHuit
Le 26 août, le NHC a commencé à s'intéresser à une perturbation tropicale au sud des Bermudes ayant un certain potentiel de développement. Le 28 août, le système s'était suffisamment organisé pour devenir la dépression tropicale Huit à 500 km à l'ouest des Bermudes.
Au cours des jours suivants, elle se dirigea lentement vers la côte de la Caroline du Nord sans changer d'intensité, la chaleur du Gulf Stream aidant à la maintenir mais le cisaillement des vents agissant inversement. Le 30 août au soir (le 31 à 3 h UTC), elle était à 115 km au sud-est du Cap Hatteras et commença à tourner vers le nord-est. Le 1er septembre à 9 h UTC, la dépression est devenue post-tropicale à 655 km au nord du Cap Hatteras en entrant sur des eaux plus froides et fut absorbée dans la circulation générale.

### OuraganHermine
Hermine fut le neuvième système tropical à se former durant la saison 2016 dans l'Atlantique nord à partir d'une onde tropicale sortant de la côte ouest de l'Afrique le 18 août. Le 28 août, il est devenu une dépression tropicale portant le nom de Neuf et le 31 août, le huitième à devenir une tempête tropicale. Finalement, il est passé au stade d'ouragan de catégorie 1 le 1er septembre, le quatrième de la saison.
Le 2 septembre à 5 h 40 UTC (1 h 40 locale), Hermine a touché la côte à St. Mark (comté de Wakulla) dans la région du Big Bend Coast avec des vents soutenus de 130 km/h et une pression centrale de 982 hPa. Elle a ensuite traversé le nord de la Floride, en Géorgie, dans les Carolines et est ressortie par les Outer Banks sur l'Atlantique. Devenue alors post-tropicale, Hermine a dérivé vers le nord, gardant une intensité similaire à celle d'une tempête tropicale jusqu'au 6 septembre puis se dissipant le 8 septembre.
Le système pré-Hermine a donné de fortes pluies et causés certains dommages à Cuba mais son impact le plus important s'est fait sentir le long de sa trajectoire passant par le nord de la Floride à la côte est des États-Unis. Deux décès lui sont attribuables dans sa phase tropicale, 2 autres après être devenue extratropicale et un mort indirect par un accident de la circulation.

### Tempête tropicaleIan
Une onde tropicale, sortie de la côte ouest de l'Afrique le 6 septembre, s'est dirigée vers l'ouest dans un environnement peu favorable à son développement. À plus de 1 660 km à l'ouest des petites Antilles, elle s'est mise à courber vers le nord-nord-ouest. Le 12 septembre au matin, l'onde devenait la dépression tropicale Onze puis la tempête tropicale Ian en fin d'après-midi à 1 735 km à l'est-sud-est des Bermudes.
Le système accéléra ensuite vers le nord-nord-est et le matin du 16 septembre se trouvait à 965 km à l'est du Cap Race, Terre-Neuve, Canada. Le NHC le déclara post-tropical à 16 h UTC le même jour et mentionna qu'il se déplaçait alors dans la circulation atmosphérique générale. Il sera absorbé dans les deux jours suivants par une dépression des latitudes moyennes plus étendue se dirigeant vers l'Islande.

### Tempête tropicaleJulia
Une onde tropicale associée à des nuages convectifs a commencé être suivi le 8 septembre au matin par le NHC. Ce dernier ne lui donnait que peu de chances de devenir un système organisé. La faible circulation a longé l'arc antillais puis le sud-est de la Floride avant que finalement la tempête tropicale Julia en émerge le 14 septembre à 3 h UTC (13 septembre à 23 h locale) à 10 km à l'ouest de Jacksonville (Floride). C'est le premier cyclone tropical à se former à l'intérieur des terres dans l'Atlantique depuis la tempête tropicale Beryl en 1988 et le premier à se former ainsi en Floride.
La tempête dériva ensuite le long de la côte nord-est de la Floride, puis celle de la Géorgie, alimentée par le eaux chaude du Gulf Stream, mais sans intensification à cause de la friction avec la terre et le fort cisaillement des vents en altitude. Le matin du 15 septembre, Julia retomba au niveau de dépression tropicale à 95 km au sud-sud-est de Charleston et fit ensuite une boucle au large de la Caroline du Sud en oscillant autour du seuil entre dépression et tempête tropicale, alimentée par les eaux chaudes. À partir du 17, elle se maintint à peine comme dépression tropicale sous un fort cisaillement vertical des vents tout en continuant à dériver au large des côtes des Carolines. Finalement, à 3 h UTC le 19 septembre (23 h locale le 18 septembre), le NHC émit son dernier bulletin après que Julia fut devenue post-tropical à 175 km au sud-sud-est de Myrtle Beach (Caroline du Sud). Les restes du système se dirigèrent vers la côte de Caroline du Nord.
Bien que Julia ait laissé des quantités importantes de pluie sur le nord de la Floride et le sud-est de la Géorgie, peu de dégâts lui furent associées. Les écoles et les services gouvernementaux restèrent ouverts, quelques inondations mineures furent signalées à Brunswick (Géorgie) et les vents cassèrent des branches d'arbres qui tombèrent sur les lignes d'alimentation en électricité à l'île de Saint-Simon. Les pluies de Julia aidèrent même à combler un déficit de précipitations dans la région. Les restes de Julia donnèrent des pluies modérées sur la côte des Carolines.

### Tempête tropicaleKarl
Une onde tropicale, sortie de la côte ouest de l'Afrique tard le 12 septembre, s'est dirigée vers l'ouest. Elle est rapidement devenue la dépression tropicale Douze le 14 septembre à 16 h UTC à 310 km à l'ouest-nord-ouest des îles du Cap Vert. Le 16 septembre à 3 h UTC, elle est devenue la tempête tropicale Karl à 930 km à l'ouest-nord-ouest des îles du Cap Vert.
Après plusieurs jours à se diriger lentement vers l'ouest-nord-ouest dans un environnement peu favorable, Karl est redescendu temporairement au niveau de dépression tropicale le 21 septembre au matin à 560 km au nord-est des Petites Antilles avant de remonter à tempête en fin de journée le lendemain et à tourner vers le nord. Le 23 septembre, Karl s'est enfin retrouvé dans des conditions favorables au développement en se dirigeant vers les Bermudes et une alerte cyclonique fut émise pour ces îles. Durant la nuit du 23 au 24 septembre, la tempête est passée 80 km à l'est de l'archipel puis s'est dirigé rapidement vers le nord-est tout en se creusant.
Karl est devenu post-tropicale le 25 septembre à 15 h UTC à 865 km au sud-sud-est de Cap Race, Terre-Neuve. La convection associé avec le système s'est transformé en nuages de type plus nimbostratus et pris une configuration plus typique des dépressions frontales. Se dirigeant à 80 km/h vers le nord-est, elle fut absorbée dans les jours suivants par une dépression des latitudes moyennes.
Karl ne toucha que les Bermudes où seulement des dégâts mineurs furent rapportés et aucune perte de vie ne fut à déplorer. Un peu plus de 800 abonnés furent privés d'électricité à cause des bris par les vents soutenus de 52 milles par heure (84 km/h) avec des rafales à plus de 62 milles par heure (100 km/h). Les services publics, traversiers et les vols aériens furent interrompus pendant la tempête. Le navire de croisière Norwegian Breakaway quitta le port d'Hamilton plusieurs heures avant son départ normal du 23 septembre afin d'éviter le mauvais temps.

### Tempête tropicaleLisa
Une onde tropicale, sortie de la côte ouest de l'Afrique le 15 septembre, s'est dirigée vers l'ouest et a donné de fortes pluies en passant près des îles du Cap Vert. Elle prit plusieurs jours pour devenir la dépression tropicale Treize le 19 septembre à 21 h UTC à 560 km à l'ouest-sud-ouest de ces îles. Le 20 septembre, le système est passé au niveau de tempête tropicale nommée Lisa. Comme dans le cas de Karl, l'environnement fut peu favorable à un développement durant les jours suivants. Le 23 septembre, elle est redescendue au niveau de dépression tropicale, puis de dépression post-tropicale le lendemain avant de se dissiper. La majorité de sa vie fut passée en plein océan.

### OuraganMatthew
Le 22 septembre, une onde tropicale est sortie de la côte ouest africaine. Le NHC ne lui donnait qu'une très faible possibilité de développement à court terme, à cause du fort cisaillement des vents, mais prévoyait des conditions favorable dès la semaine suivante. L'onde traversa donc l'Atlantique tropical en s'organisant très lentement mais une fois rendue au sud-est des îles du Vent, des avions de reconnaissance purent déterminer qu'une circulation fermée de surface s'y était formée. Le NHC reclassa donc le système comme la tempête tropicale Matthew le 28 septembre alors qu'il était à 55 km au sud-est de Sainte-Lucie. Dès lors des alertes cycloniques furent émises pour les Petites Antilles dont une vigilance orange pour La Martinique et La Guadeloupe.
Matthew entra ensuite dans la sud de la mer des Caraïbes. Un rapport d'un avion chasseur d'ouragans démontra qu'il était devenu un ouragan de catégorie 1 le 29 septembre à 14 h UTC à 300 km au nord-est de Curaçao. Le 30 septembre, l'ouragan est passé successivement à la catégorie 2 tôt le matin, 3 en fin de matinée, 4 en fin d'après-midi et 5 en soirée au large de la Colombie. Ce fut le premier ouragan à atteindre ce niveau dans le bassin atlantique depuis Felix en 2007.
Matthew affecta un lent changement de direction vers le nord pour passer entre Haïti et Cuba, à la catégorie 4, les 4 et 5 octobre. L'ouragan tourna ensuite vers le nord-ouest, à travers les Bahamas, en direction de la côte est de la Floride et des Carolines. Il longea ces côtes du 7 au 9 octobre puis s'éloigna en mer. Les restes de Matthew se sont ensuite associés avec une tempête en formation qui s'est dirigée vers Terre-Neuve.
L'ouragan a fait entre 586 et 1 000 morts en Haïti selon les sources et des dégâts évalués à plusieurs milliards de dollars tout le long de sa trajectoire.

### OuraganNicole
Nicole débuta comme une zone disparate de nuages convectifs sous une onde tropicale bien à l'est des petites Antilles le 1er octobre. Ce n'est que le 4 octobre au matin qu'il est devenu une tempête tropicale à 705 km au sud des Bermudes. Affectée par un cisaillement important des vents en altitude causé par l'ouragan Matthew, Nicole se dirigea lentement vers le nord-ouest. Malgré tout le système est devenu un ouragan de catégorie 1 en après-midi du 6 octobre.
Puis le 7 octobre à 3 h UTC, l'ouragan passa à la catégorie 2 à 545 km au sud des Bermudes et s'est mis à faire une boucle au sud de cette position au cours des jours suivants en redescendant cependant au niveau de tempête tropicale.
Le 10 octobre au matin, libérée de l'influence de Matthew, le système à 810 km au sud des Bermudes a commencé à se diriger lentement vers le nord redevint un ouragan de catégorie 1 le lendemain après-midi à 575 km au sud-sud-ouest de l'archipel et des avertissements d'ouragan furent alors émis pour ce territoire.
Le 12 octobre, Nicole est repassé à la catégorie 2 puis à la catégorie 4 en soirée à 290 km au sud-sud-ouest des Bermudes, ce qui en fait le troisième ouragan majeur de la saison. Le 13 octobre à 15 h UTC, le National Hurricane Center rapporta que le centre de l’œil de 25 milles marins (46 km) de largeur de Nicole passait juste à l'est de l'île principale des Bermudes. Il était alors redescendu à la catégorie 3 de l'échelle de Saffir-Simpson mais ses vents soutenus étaient quand même de 195 km/h.
Nicole s'éloigna ensuite vers le nord-est tout en diminuant très lentement d'intensité. Malgré un cisaillement important des vents en altitude et une température de la mer en diminution, l'ouragan ne redescendit au niveau de tempête tropicale que le 15 octobre à 3 h UTC. Cependant, à 15 h UTC, le système était redevenu un ouragan de catégorie 1 à 885 km au sud-sud-est de Cap Race (Terre-Neuve).Il se joindra finalement à un système des latitudes moyennes sortant du Labrador pour aller donner une importante tempête sur la côte est du Groenland.

### OuraganOtto
Le NHC commença à surveiller une zone désorganisée d'orages dans le sud de la mer des Caraïbes dès le 14 novembre. Bien qu'un centre dépressionnaire se forma dans les jours suivants, il fallut attendre à la nuit du 20 au 21 novembre pour que les bandes de précipitations soient assez organisées pour nommer le système dépression tropicale Seize au large de la Colombie. Au matin, le NHC la reclassait en tempête tropicale et lui donna le nom d’Otto à 285 km à l'est-sud-est de l'île de San Andrés, Colombie, puis effectua une boucle dans le secteur.
Le 22 novembre à 21 h UTC, Otto est devenu le septième ouragan de la saison à 375 km l'est de Limón, Costa Rica, atteignant la catégorie 1. Il s'agit de l'ouragan le plus tardif dans les Caraïbes des annales du NHC, une journée plus tard que l'ouragan Martha en 1969. Il dériva par la suite près la côte de ce pays, alternant entre tempête tropicale et ouragan le 23 novembre à cause d'un fort cisaillement des vents en altitude puis prenant de l'intensité.
Le 24 novembre à 17 h, le NHC rapporta que l'ouragan, devenu de catégorie 2, frappa la côte du Nicaragua près de la petite ville de San Juan, à la frontière avec le Costa Rica. La nuit du 24 au 25 novembre, le système redevint une tempête tropicale en passant à travers l'isthme sud-américain et ressortit dans l'océan Pacifique, sa trajectoire passant le long de la frontière entre le Nicaragua et le Costa Rica. Il s'éloigna ensuite en mer et le 26 novembre, Otto s'est dissipé en après-midi à 780 km au sud de Puerto Angel, État de Oaxaca, Mexique.
C'est l'ouragan le plus au sud qui s'est jamais développé dans la mer des Caraïbes à frapper la côte centre américaine dans des annales du National Hurricane Centre, le plus tardif également dans cette région depuis 1934 et le plus puissant observés à cette date dans le bassin atlantique. Il a laissé d'importantes quantités de pluie et fait plus de 20 décès.
Otto est le premier système tropical à garder le même nom en passant du bassin atlantique à celui du Pacifique, et vice-versa. Il s'agit également de la seule tempête tropicale ou ouragan dont le centre soit passé n'importe où au Costa Rica dans les annales du NHC, soit depuis 1851.

## Chronologie des événements
| D | T | 1 | 2 | 3 | 4 | 5 |